# Cinara kuchea
Cinara kuchea är en insektsart som beskrevs av Hottes 1958. Cinara kuchea ingår i släktet Cinara och familjen långrörsbladlöss. Inga underarter finns listade i Catalogue of Life.